# 英格索兰
英格索兰（英語：Ingersoll-Rand，：IR）是一家成立于1905年的美国-爱尔兰工程技术公司。

## 历史

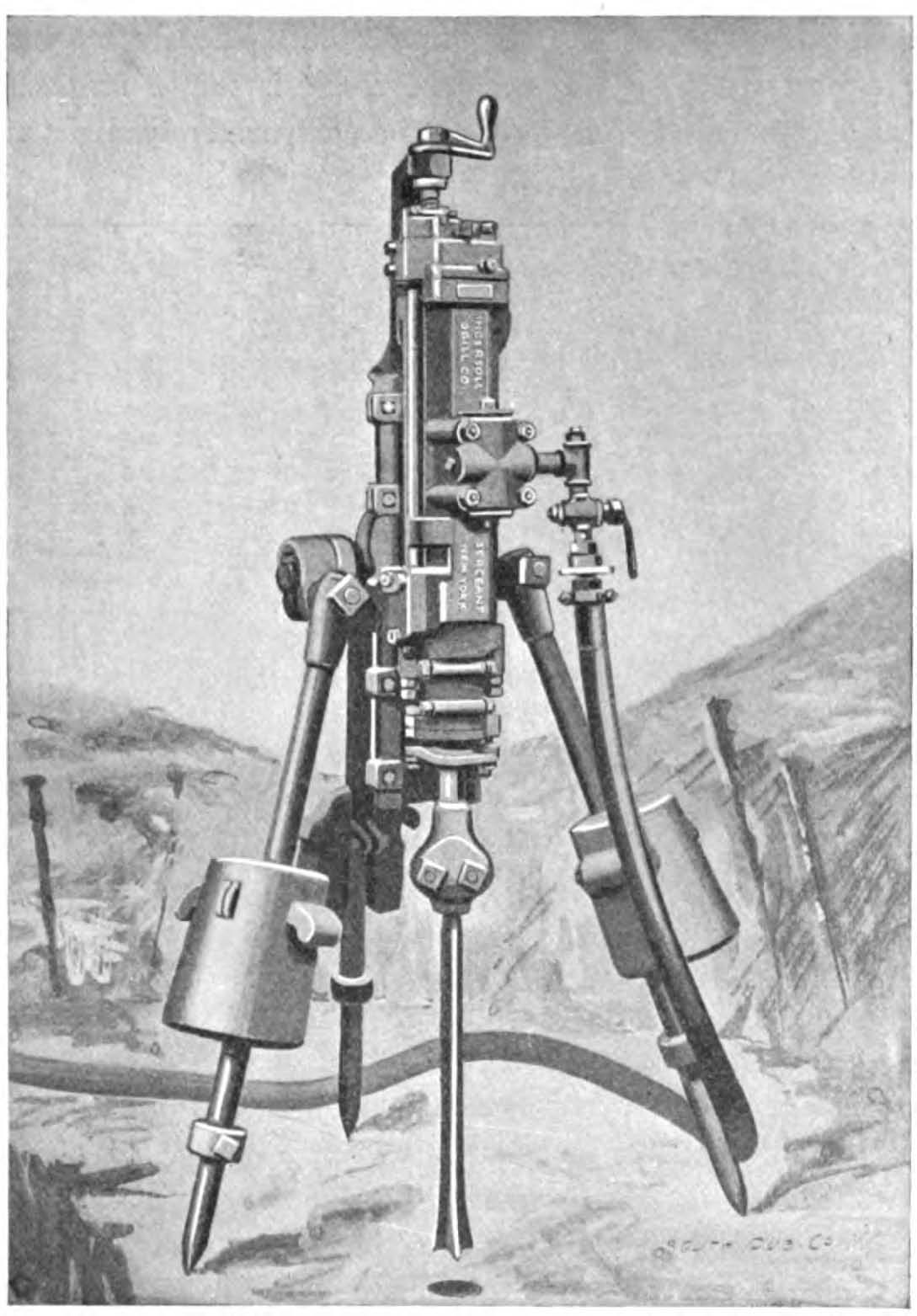
1800年代末期公司使用的凿岩机

1871年西蒙·英格索在美国纽约创建英格索凿岩机公司，它是公司前身之一。1888年和萨金凿岩机公司合并，成立英格索—萨金凿岩机公司。1905年和兰德凿岩机公司合并，成立英格索兰。1922年进入中国。2010年成为是标准普尔500指数成分股之一。